# Maikel Nabil Sanad
Maikel Nabil Sanad (Ägyptisch-Arabisch مايكل نبيل سند [ˈmɑjkel næˈbiːl ˈsænæd]; * 1. Oktober 1985 in Asyut) ist ein ägyptischer Blogger, der am 11. April 2011 wegen seiner Kritik an der Militärführung Ägyptens zu drei Jahren Haft verurteilt, später begnadigt und am 24. Januar 2012 entlassen wurde.
Ein Militärgericht in Kairo hatte das Ersturteil verhängt. Seinen Anwälten und Angehörigen war es nicht erlaubt, bei der Urteilsverkündung anwesend zu sein.

## Leben
Sanad setzte sich kritisch mit der Rolle der ägyptischen Armee auseinander und veröffentlichte Texte hierüber in seinem Blog und auf Facebook. Darunter: The army and the people wasn’t ever one hand. (Armee und Volk gingen noch nie Hand in Hand), einem Artikel, in dem er die Rolle des Militärs während und nach der Revolution thematisierte.
„Die Armee stand nie auf Seiten der Menschen“, heißt es darin. „Wir sind den Diktator [zwar] losgeworden, aber nicht die Diktatur“.
Sanad listet in seinem Artikel die Menschenrechtsverletzungen der Armee während und nach der Revolution auf. Unter anderem zahlreiche Folterungen und Inhaftierung von Demonstranten, die von Militärgerichten in Schnellverfahren zu bis zu fünf Jahren Haft verurteilt wurden. So sammelte er unter anderem Informationen über die Verhaftungen vom 9. März, als 190 Anhänger der Demokratiebewegung auf dem Tahrir-Platz, die gegen das Verfassungsreferendum in Ägypten 2011 protestierten, verhaftet und einige auch gefoltert wurden.

## Der Prozess
Maikel Nabil wurde in der Nacht vom 28. März auf den 29. März in seiner Wohnung in Kairo von Militärpolizei verhaftet. Hauptgrund seiner Verhaftung waren Artikel, in denen er sich kritisch mit der Rolle der ägyptischen Armee auseinandersetzte und die er in seinem Blog und auf Facebook veröffentlicht hatte. Die Anklage des Militärgerichts lautete „Beleidigung des Militärs“, „Verbreitung falscher Informationen“ und „Untergrabung der öffentlichen Sicherheit“.
Die Menschenrechtsorganisation Human Rights Watch forderte, die Vorwürfe gegen den Blogger fallenzulassen. Maikel Nabil Sanad habe nur von seiner Meinungsfreiheit Gebrauch gemacht und die schließe selbstverständlich ein die Rolle des Militärs zu kritisieren. Der Prozess sei ein „gefährlicher Präzedenzfall“ zu einer Zeit, in der Ägypten die Übergriffe der Mubarak-Ära gerade hinter sich lassen wolle.

## Verurteilung
Durch einen Trick sorgte dann das Militärgericht dafür, dass das Urteil in Abwesenheit der Familie, Freunde und der Anwälte von Maikel Nabil Sanad ausgesprochen wurde. Am 10. April 2011 erklärte der Richter zunächst, die Urteilsverkündung wäre auf den 12. April vertagt worden. Nachdem Anwälte, Familienangehörige und Freunde das Gerichtsgebäude dann verlassen hatten, wurde das Urteil doch verkündet, Maikel Nabil Sanad zu 3 Jahren Militär-Gefängnis verurteilt.
„Maikel Nabil’s three-year sentence may be the worst strike against free expression in Egypt since the Mubarak government jailed the first blogger for four years in 2007.“ (Die Verurteilung Maikel Nabils zu 3 Jahren [Militär-] Gefängnis ist vermutlich der schlimmste Schlag gegen die freie Meinungsäußerung in Ägypten, seit das Mubarak-Regime im Jahre 2007 den ersten Blogger zu 4 Jahren verurteilt hat,) erklärte Joe Stork, stellvertretender Direktor für Nahost der Menschenrechtsorganisation Human Rights Watch.
Maikel Nabil Sanad ist „nur“ einer von etwa 12.000 Zivilisten, die seit dem Sturz des Ex-Präsidenten Husni Mubarak vom (Obersten Rat der Streitkräfte) vor ein Militärtribunal gestellt wurden.
Am 7. September 2011 veröffentlichte das Hisham Mubarak Law Center (HMLC) gemeinsam mit der „No to Military Trials for Civilians“-Kampagne (Keine Zivilisten vor Militärgerichte!) einen Bericht mit dem Titel Diaries Under Military Rule (Tagebuch unter der Militärherrschaft), in dem festgestellt wurde, dass in der – bisher – relativ kurzen Herrschaft des SCAF in Ägypten weitaus mehr Zivilisten vor Militärgerichte gestellt und abgeurteilt wurden, als in der gesamten 30-jährigen Herrschaft Mubaraks.
Der Oberste Militärrat habe in seiner nun 7 Monate andauernden Herrschaft rund 12.000 Zivilisten vor Militärgerichte stellen lassen. In der gesamten – 30-jährigen – Herrschaftszeit Mubaraks seien hingegen „nur“ 2.000 Zivilisten von Militärgerichten abgeurteilt worden. Diese unglaublich hohe Zahl war bereits kurz zuvor vom Leiter der ägyptischen Militärjustiz ebenfalls genannt worden.
Am 5. September 2011 hatte General Adel al-Morsy in einer Pressekonferenz diese Zahlen – schon vorab – bestätigt. Adel al-Morsy teilte mit, dass vom 28. Januar bis zum 29. August 2011 insgesamt 3.863 Verfahren gegen Zivilisten vor Militärgerichten stattgefunden hätten. Dabei sei gegen insgesamt 11.879 Zivilisten Anklage erhoben worden. 795 Angeklagte seien freigesprochen worden, gegen 6.235 Personen Gefängnisstrafen und bei weiteren 1.836 Bewährungsstrafen verhängt worden. Gegen weitere 1.225 Zivilpersonen seien ebenfalls Gefängnisstrafen verhängt worden. Diese Urteile wären aber noch nicht bestätigt worden. 281 Zivilpersonen befänden sich in noch laufenden Verfahren.(Bei seiner Aufzählung gingen dem General allerdings 1.507 Personen „verloren“) Aktivisten wie Mona Seif von der Kampagne „No to Military Trials for Civilians“ (Keine Zivilisten vor Militärgerichte!) nehmen ohnehin an, dass die tatsächliche Zahl weit höher liegt. Schätzungen gehen bis zu 20.000.

## Hungerstreik
Am 23. August 2011 trat Maikel Nabil Sanad in einen Hungerstreik, um gegen seine Inhaftierung und seine Behandlung im Gefängnis zu protestieren. Nachdem er am 30. August auch das Trinken und die Einnahme von Medikamenten eingestellt hatte, fiel er drei Tage später ins Koma und wurde in ein Militärkrankenhaus verlegt. Daraufhin wurde Sanad wieder in das Krankenhaus des El-Marg-Gefängnis von Kairo (im Gouvernement Al-Qalyubiyya) transportiert und ihm wurde Glukose zugeführt. Er verweigerte allerdings weiterhin die Einnahme von Medikamenten, die er wegen seiner Herzkrankheit nehmen muss. Er kündigte zudem an, erneut in den Hungerstreik treten zu wollen, um den Protest gegen seine unrechtmäßige Gefängnisstrafe fortzusetzen.
Reporter ohne Grenzen (ROG) machte für den kritischen Gesundheitszustand von Sanad den Obersten Rat der ägyptischen Streitkräfte verantwortlich: „Auch wenn der Hungerstreik eine persönliche Entscheidung des Bloggers ist, so sind die Behörden doch für die Ursache seines Protestes verantwortlich: für die unrechtmäßige und antidemokratische politische Inhaftierung“, so ROG-Generalsekretär Jean-François Julliard. Laut eigenem Bekunden strebe die ägyptische Übergangsregierung den Aufbau einer demokratischen Gesellschaft an. Es widerspreche demokratischen Standards, wenn Zivilisten vor ein Militärgericht gestellt würden. Außerdem müsse es möglich sein, die Armee wie jede andere Institution des Staates zu kritisieren.

## Berufungsverfahren
Gegen das Urteil legte Maikel Nabil Sanad Ende Juni Berufung ein. Zu einer Anhörung (im Berufungsverfahren vor dem zuständigen Militärgericht in Kairo) am 4. Oktober kam es allerdings erst gar nicht. Der Richter verschob den Termin um eine Woche, auf Dienstag, den 11. Oktober, mit der Begründung es lägen nicht alle nötigen Papiere vor. Die Originalakten waren jedoch im selben Haus gelagert und wären leicht beizuziehen gewesen. Der Anwalt Sanads warf dem vorsitzenden Richter absichtliche Verschleppung des Verfahrens vor.
„Die Vertagung kommt einem Todesurteil gegen Maikel gleich, denn er hat geschworen, ab heute kein Wasser mehr zu trinken, sollte er nicht freikommen“, teilte sein Vater Ibrahim Nabil Sanad Amnesty International mit.

## Aufhebung des Urteils vom 10. April 2011 – Neues Verfahren
Am 11. Oktober 2011 hob ein militärisches Berufungsgericht das am 10. April 2011 gegen Maikel Nabil Sanad verhängte Urteil auf und ordnete an, den gesamten Fall in einem neuen Verfahren noch einmal völlig neu zu verhandeln. Das neue Verfahren gegen Sanad, das am 18. Oktober 2011 eröffnet werden soll, wird allerdings wiederum vor einem Militärgericht stattfinden.

## Verhandlung vom 18. Oktober – Einweisung in die Psychiatrie
Maikel Nabil weigerte sich an der Gerichtsverhandlung am 18. Oktober 2011 – die wiederum vor einem Militärgericht stattfand – teilzunehmen. Auch seine Anwälte und Angehörige seiner Familie waren nicht anwesend, weil er sie aufgefordert hatte jegliche Zusammenarbeit mit dem Militärgericht zu boykottieren, da dieses Verfahren „the military’s soap opera“ (eine „Seifenoper des Militärs“) sei.
Daraufhin bestimmte das Militärgericht einen Pflichtverteidiger für ihn, der dann aus Unerfahrenheit oder weil er dem Gericht zuarbeiten wollte, verlangte, man solle Maikel Nabil in eine psychiatrische Klinik für eine psychologische Untersuchung überstellen. Das C 28 Militärgericht folgte diesem Antrag nur zu gerne und entschied Maikel Nabil zur Untersuchung in die psychiatrische Klinik in Abbasseya (Abbasseya Mental Hospital, Kairo) einzuweisen, um feststellen zu lassen, ob Sanad schuldfähig ist.
Anders gesagt: Das Militärgericht wollte sich nicht mit Sanads Argumenten auseinandersetzen, sondern ihn für unzurechnungsfähig erklären lassen.
Die Zeit kommentierte das Vorgehen des Militärs:
„Maikel Nabil Sanad ist nicht verrückt, sondern er vertritt in besonders konsequenter Weise Werte, die im Westen selbstverständlich sind, nicht aber in Ägypten. Er kämpft nicht nur für die Meinungsfreiheit, sondern auch für die Rechte der Frauen und für Frieden mit Israel. Offensichtlich hält das Militärgericht derartige Einstellungen für so verrückt, dass man Sanad nun in die Psychiatrie einweisen lässt.“
Die Verhandlung wurde dann auf den 1. November 2011 vertagt.

## Verhinderung der Einweisung in die Psychiatrie
Dem mutigen Vorgehen der renommierten Psychiaterin Basma Abdel Aziz (Director of the media department at Egypt’s General Secretariat of Mental Health (GSMH) - Direktorin der Informationsabteilung des Zentralsekretariats für Psychische Krankheiten beim Gesundheitsministerium von Ägypten) ist es zu verdanken, dass Maikel Nabil Sanads Einweisung in die Psychiatrische Klinik in Abbasseya nicht so verlief wie vom Militär(gericht) gedacht. Sie verwehrte vehement die dauerhafte Einweisung Sanads und gab am 24. Oktober 2011 eine Presseerklärung heraus, in der sie u. a. erklärte:
“… The media department of the General Mental Health Secretariat condemns all attempts to abuse mental hospitals for purposes other than the ones they were designed for and reminds that the previous regime used to accuse mentally healthy individuals of being mentally disturbed and accuse them of crimes of conscience despite professional reports stating their sanity … That is no longer acceptable today …”
(„… Die Informationsabteilung des zentralen Sekretariats für Psychische Krankheiten verurteilt alle Versuche psychiatrische Kliniken für Zwecke zu mißbrauchen für die sie nicht geschaffen wurden und erinnert daran, daß es im vorigen [Mubarak-]Regime gängige Praxis war, geistig völlig gesunde Menschen zu beschuldigen, geistig verwirrt zu sein, um sie dann wegen Verbrechen aus Gewissensgründen anzuklagen, ungeachtet wissenschaftlicher Untersuchungen, die ihre [geistige] Gesundheit festgestellt hatten. … Das kann in der heutigen Zeit nicht länger hingenommen werden …“)
Und:
“… The referral of political activists and crimes of conscience to mental hospitals claiming to assess their mental condition is a dangerous and unacceptable affair and brings to memory dark periods of the history of humanity when opponents to the political and social system were incarcerated in mental hospitals with the aim of isolating them from society and stigmatizing them and consequently ridiculing their opinions and views, even after proven mentally health …”
(„… Die Einweisung von politischen Aktivisten und [Menschen, die] Vergehen aus Gewissensgründen [begangen haben] in psychiatrische Kliniken, um ihre Geisteszustand zu untersuchen, ist ein gefährlicher und unakzeptabler Vorgang und ruft finstere Zeitabschnitte der Menschheitsgeschichte in unsere Erinnerung zurück, als Gegner des politischen und sozialen Systems in psychiatrischen Kliniken inhaftiert wurden, mit dem Ziel, sie von der Gesellschaft zu islolieren, sie zu stigmatisieren, ihre Ansichten und Meinungen der Lächerlichkeit preiszugeben, selbst dann, wenn ihr geistige Gesundheit nachweislich festgestellt wurde. …“)
Statt sie für ihre mutige Haltung zu belobigen und in ihrem Vorgehen zu bestärken, versuchte der (zu dieser Zeit noch amtierende) Gesundheitsminister, Amr Helmi, sie mit disziplinarischen Maßnahmen einzuschüchtern. Erst nachdem sich die Vorgesetzten von Basma Abdel Aziz sowie die anderen Beschäftigten der Psychiatrischen Klinik in Abbasseya sich mit ihr solidarisierten und demonstrierten, ließ Helmi die Anschuldigungen fallen.
(Amr Helmi wurde inzwischen – nach dem Rücktritt des Kabinetts Essam Scharaf im neuen Kabinett Kamal Ganzuri – durch Fouad Nawawy ersetzt).
Nachdem die Psychiatrische Klinik in Abbasseya Maikel Nabil in einem Bericht volle geistige Zurechnungsfähigkeit bescheinigt hatte, wurde er wieder ins Militärgefängnis zurückgebracht.

## Erneute Vertagungen (Verschleppungen) des Prozesses
Am 1. November 2011 wurde die Verhandlung erneut vertagt – auf den 13. November 2011. Der Antrag auf Vertagung wurde von einem vom Gericht bestimmten Pflichtverteidiger gestellt, denn Maikel Nabil hatte sich wiederum geweigert an der Verhandlung teilzunehmen, weil er weiterhin einem Militärgericht die Befugnis absprach über ihn, einen Zivilisten, zu richten.
Am 13. November wurde der Prozess erneut verschoben – auf den 27. November 2011. Die Begründung des Militärgerichts lautete, noch Zeugen anhören zu müssen.
Am 27. November wurde der Prozess wiederum vertagt – diesmal auf den 4. Dezember 2011. Mark Nabil, Maikels Bruder, erklärte gegenüber Ahram-Online, dass das Militärgericht gehofft hatte vom Internet-Service-Provider TE Data Informationen über Maikels Internet Aktivitäten zu bekommen, in dieser Hinsicht aber nichts erreicht hatte.
Am 4. Dezember erneute Vertagung – diesmal auf den 7. Dezember 2011.
Am 7. Dezember 2011 wurde die Berufungsverhandlung von Maikel Nabil wiederum vertagt – auf den 14. Dezember 2011.

## Urteil im Berufungsverfahren
Trotz aller internationaler Proteste wurde Maikel Nabil Sanad am 14. Dezember 2011 im Berufungsverfahren (wiederum) vor einem Militärgericht wegen „Verleumdung der ägyptischen Streitkräfte“ nun endgültig zu zwei Jahren Haft verurteilt. Das Urteil kann nicht angefochten werden. Neben der Haftstrafe verurteilte ihn das Gericht auch zu einer Geldstrafe von 200 ägyptischen Pfund (rund 25 Euro). Weiter soll er 300 ägyptische Pfund (rund 38 Euro) an Gebühren für den Pflichtverteidiger entrichten – einen Pflichtverteidiger, den das Militärgericht für ihn gegen seinen Willen bestimmt hatte. Nach Angaben von Menschenrechtsgruppen wurden inzwischen mehr als 12.000 Zivilisten vor Militärgerichte gestellt und strafrechtlich belangt.

## Begnadigung und Entlassung
Am 21. Januar 2012 meldete die französische Nachrichtenagentur AFP die anlässlich des ersten Jahrestages der Revolution geplante Begnadigung von 1950 Häftlingen, unter anderem auch von Maikel Nabil Sanad. Am 24. Januar 2012 wurde Maikel Nabil Sanad aus dem Militärgefängnis entlassen. Sanad kritisierte, dass er auf Grundlage einer Begnadigung freigelassen worden sei und betonte, er habe keine Straftat begangen, sondern lediglich sein Recht auf freie Meinungsäußerung ausgeübt.
Reporter ohne Grenzen (ROG) erklärte, dass Ägypten den Internationalen Pakt über bürgerliche und politische Rechte unterzeichnet hat, und dass Art. 19(2) dieses Abkommens lautet: „Jedermann hat das Recht auf freie Meinungsäußerung; dieses Recht schließt die Freiheit ein, ohne Rücksicht auf Staatsgrenzen Informationen und Gedankengut jeder Art in Wort, Schrift oder Druck, durch Kunstwerke oder andere Mittel eigener Wahl sich zu beschaffen, zu empfangen und weiterzugeben.“ Die ROG forderte daher: „Das ägyptische Justizsystem muss die Begnadigung revidieren und Sanad für unschuldig erklären“.
Hatte Maikel Nabil Sanads Inhaftierung schon keine Grundlage, so war die Anklage und Verurteilung eines Zivilisten durch ein Militärgericht völlig unrechtmäßig. Maikel Nabil Sanad nun zu begnadigen, ihm eine Handlung, die nur nach der Auffassung des Militärrats eine Straftat war, großmütig nachzusehen, zeigt, dass man sich weiterhin in mittelalterlichen Vorstellungswelten bewegt. Kaiser, König, Fürst – nach einstiger Auffassung von Gott inthronisiert – konnten „in ihrer unendlichen Güte“ Gnade walten lassen – wenn ihnen denn gelegentlich danach war. In einer Demokratie, in einem Rechtsstaat, ist für eine derart vergangenheitsfixierte Denkweise kein Platz (mehr).